# Purple Hearts
Purple Hearts és una pel·lícula romàntica estatunidenca del 2022 creada per a Netflix i dirigida per Elizabeth Allen Rosenbaum. Es basa en la novel·la homònima de Tess Wakefield. La seva història segueix una aspirant a cantant i compositora anomenada Cassie i un marine anomenat Luke, que s'enamoren l'un de l'altre malgrat molts obstacles. La pel·lícula es va estrenar el 29 de juliol de 2022. S'ha subtitulat al català.
Els drets de la pel·lícula eren propietat originalment d'Alloy Entertainment, però Netflix va comprar-ne els drets l'agost del 2021. La producció de la pel·lícula va començar poc després, amb la majoria de les escenes gravades a ubicacions al voltant de Riverside i San Diego.

## Repartiment
- Sofia Carson com a Cassie Salazar
- Nicholas Galitzine com a Luke Morrow[5]
- Chosen Jacobs com a Frankie
- John Harlan Kim com a Toby
- Kat Cunning com a Nora
- Linden Ashby com a Jacob Morrow Sr.
- Anthony Ippolito com a Johnno
- Scott Deckert com a Jacob Morrow Jr.
- Sarah Rich com a Hailey
- Loren Escandon com a Marisol Salazar
- Breana Raquel com a Riley
- Nicholas Duvernay com a Armando
- A.J. Tannen com el Dr. Grayson